# Bataille du Faouët
Chouannerie
La bataille du Faouët se déroula lors de la chouannerie.

## La bataille
Le 28 janvier 1795, quelques heures après avoir attaqué Guémené-sur-Scorff, une troupe de 700 Chouans attaque Le Faouët, autre petite ville, également républicaine. Les Républicains présents ne sont que 150 ; 12 canonniers, 90 hommes de la garde nationale, 38 soldats de ligne, 5 chasseurs à cheval, 3 gendarmes et deux canons. L'attaque se produit pendant la nuit et les Chouans attaquent de plusieurs côtés à la fois : par la rue du Poher, la rue du château et l'actuelle rue de Saint-Fiacre, ils parviennent jusqu'au cœur de la ville. Mais les Républicains se sont retranchés sous les halles et opposent une résistance acharnée, après plusieurs heures de combats une charge des chasseurs à cheval repousse définitivement les Chouans. Ceux-ci laissent une vingtaine à 14 morts et plusieurs prisonniers, et déplorent également 8 à 30 blessés. Les Républicains se lancent à la poursuite des fuyards, à Plouay, ils capturent Louis Calandit « le général Salomon », qui est fusillé quelques jours plus tard sur ordre du représentant Brüe,.